# CHINTAI COLORS OF WONDER
『CHINTAI COLORS OF WONDER』（チンタイ カラーズ・オブ・ワンダー）は、2019年4月7日から2021年3月28日までJ-WAVEで放送されていたラジオ番組。CHINTAIの一社提供で放送。

## 概要
堀口ミイナがナビゲーターを務めていた日曜昼の情報番組で、毎週日曜 12:00 - 12:54（日本標準時）に放送。
番組は、日々変化し続ける東京の新たな魅力にスポットを当てた内容で放送。堀口自らが都内各地で行うリポートをもとに進行していた。番組タイトルにある "COLORS" は、東京という街が持つ多様性を意味している。
また、番組は音楽もかけていた。番組でオンエアされた楽曲は、2020年9月までスポンサーのCHINTAIが運営していたウェブメディア『PARTY CHANNEL』で配信されていた。